# Cargiaca
Cargiaca (en cors Carghjaca) és un municipi francès, situat a la regió de Còrsega, al departament de Còrsega del Sud. L'any 1999 tenia 49 habitants.

## Demografia
| 1962 | 1968 | 1975 | 1982 | 1990 | 1999 |
| ---- | ---- | ---- | ---- | ---- | ---- |
| 124  | 122  | 100  | 90   | 69   | 49   |

## Administració
| Període | Identitat              | Partit | Qualitat |  |
| ------- | ---------------------- | ------ | -------- |  |
| 2001    | Jacques de Rocca Serra |        |          |  |